# Sands of Forvie

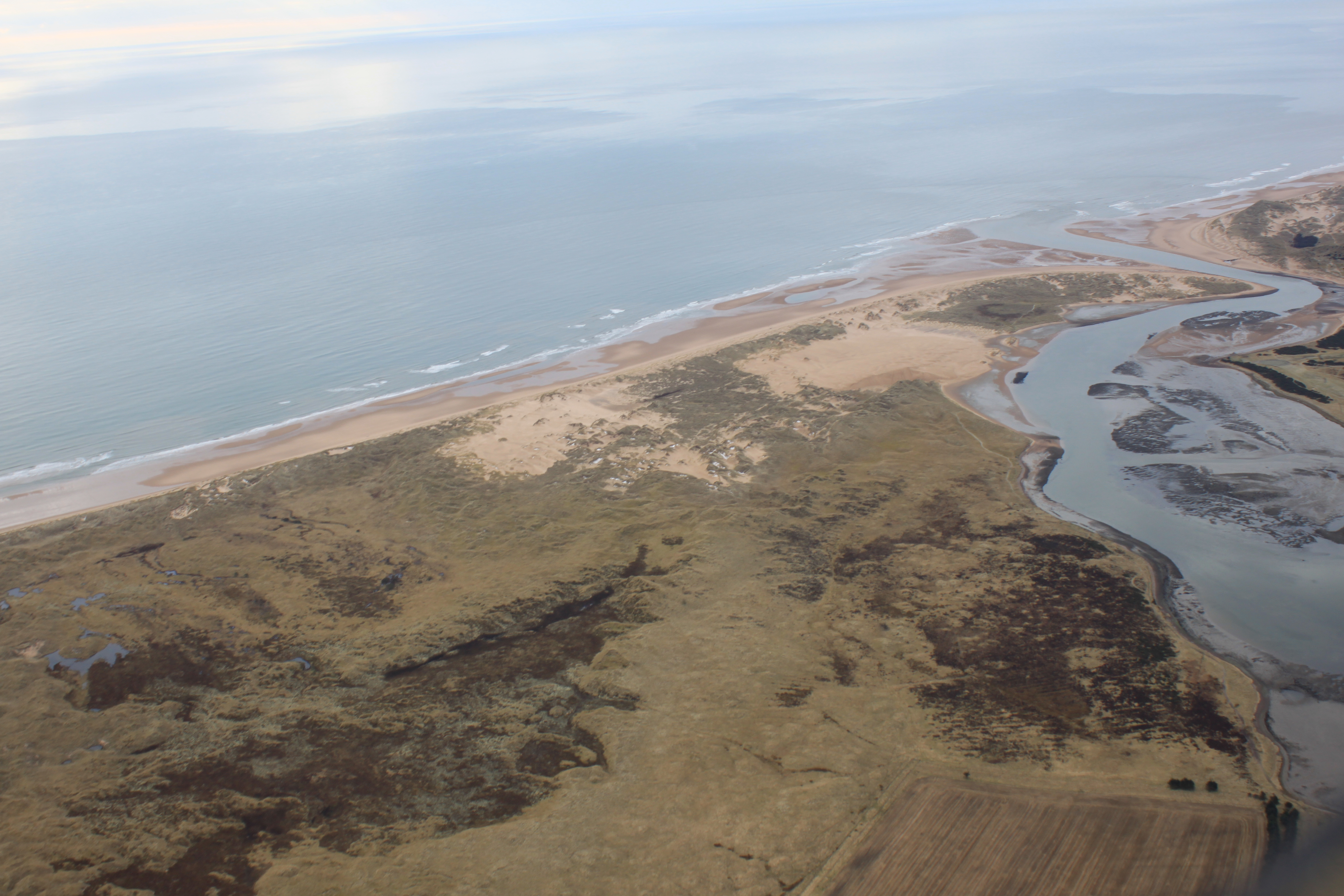
Sands of Forvie

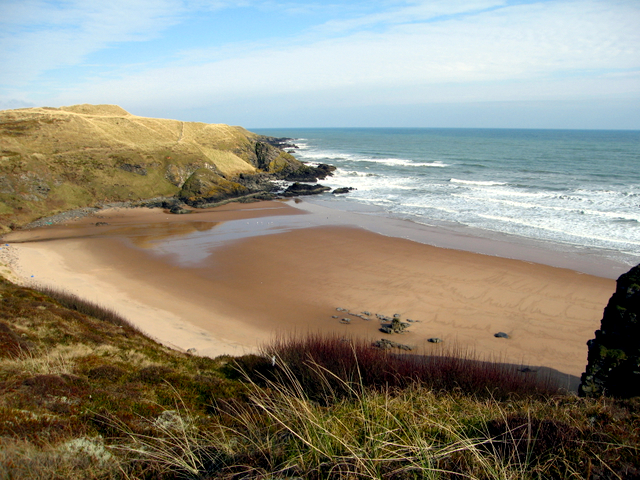
Hackley Bay nördlich der Sands of Forvie

Die Sands of Forvie sind ein Naturschutzgebiet (Forvie National Nature Reserve) etwa 20 km nördlich von Aberdeen in Aberdeenshire in Schottland. Das 734 Hektar große Gebiet beinhaltet eines der geomorphologisch aktivsten Wanderdünensysteme im Vereinigten Königreich und ist Teil von Natura 2000.

## Shell Middens
In den Sands of Forvie befinden sich piktische Shell Middens (prähistorische Abfallhaufen). Diese Muschelhaufen, beiderseits des Ästuar des Ythan, sind seit mehr als einem Jahrhundert bekannt. Sie sind in der Regel das Ergebnis umfangreicher prähistorischer Aktivitäten. Die jüngsten Ausgrabungen zeigen jedoch, dass mindestens einer der Haufen den Beleg für frühmittelalte Aktivitäten anzeigt.
Die Ausgrabungen wurden 2010 auf einem der größten Muschelhaufen (Midden A) an den Sands of Forvie, als Reaktion auf die fortschreitende Erosion durchgeführt. Die Muschelschicht ist 2,9 m stark, über 35 m lang und gliedert sich in zwei Ablagerungsphasen. Der sichtbare Teil ist eine etwa 0,6 m starke Muschelschicht im oberen Teil des erodierenden Abschnitts. Diese lag auf einer bis zu 1,3 m starken Sanddüne, die sich über die früheren Ablagerungen gelegt hatte. Dadurch wurde eine alte Feuerstelle intakt erhalten. Diese bestand aus einer Steinschicht, auf der sich Holzkohle fand. Die Feuerstelle wird als Gargrube zum Öffnen der Muscheln interpretiert, wie sie in vielen ethnographischen Zusammenhängen gefunden wurde. Von der materiellen Kultur der Nutzer fanden sich nur ein oder zwei Steinwerkzeuge. Hingegen gab es von Menschen gestapelte Muschelschalen.
Sechs Radiokarbondaten wurden aus verschiedenen Höhen ermittelt. Die Daten waren eine Überraschung, da die niedrigsten Werte bei 325–555 n. Chr. und die höchsten bei 715–985 n. Chr. lagen. Es gab hingegen keine Anzeichen für frühmittelalterliche Aktivitäten im oder um den Muschelhaufen. Dieser Beleg findet Parallelen in Dänemark, wo eine Reihe großer Køkkenmøddinger aus der Eisen- und Wikingerzeit belegt sind.
2011 wurde der Steinkreis von Forvie nach einem Sturm in den Sands freigelegt. Zudem ragen zwei Kerb Cairns (Steinhaufen) durch den Sand auf einem Dünenkamm. Jeder hat einen Durchmesser von 4,6 m und eine Höhe von 0,2 m. Der südlichere wird von einem zusammenhängenden Randsteinring gehalten. Der andere ist mehr mit Sand bedeckt und es ist keine Randdsteinkante zu sehen.